# Marc Julia
Marc Julia, né le 23 octobre 1922 dans le 14e arrondissement de Paris et mort le 29 juin 2010 dans le 13e arrondissement,, est un chimiste français membre de l'Académie des sciences depuis 1977.

## Biographie
Marc Julia est le fils du mathématicien Gaston Julia et le petit-fils du compositeur Ernest Chausson,. Il a étudié au lycée Hoche de Versailles, puis à l'École normale supérieure de Paris où il obtient son agrégation de physique en 1946. Il travaille ensuite à l'Imperial College London avec Ian Heilbron durant deux ans. Il décide de revenir en France dans le laboratoire de Georges Dupont pour préparer sa thèse qu'il obtient en 1949.
Il travaille à l'École polytechnique de 1950 à 1957, à l'Institut Pasteur de 1957 à 1970, puis devient professeur à la Faculté de Paris de 1963 à sa retraite en 1992 ainsi que directeur du laboratoire de chimie de l'ENS de 1970 à 1992. Il est nommé professeur émérite de l'Université Pierre-et-Marie-Curie.
Marc Julia est le père du physicien Bernard Julia.

## Apports scientifiques
Marc Julia soutient sa thèse sur « L'emploi des cétones béta-chlorovinyliques pour la synthèse de quelques polyènes et hétérocycles ». Il fait sa carrière scientifique en synthèse organique.
Son parcours se distingue en plusieurs sujets d'études :
- Synthèses de l'acide chrysanthémique (en) et de polyisoprènes naturels à partir de cyclopropanes
- Méthode sélective d'accès aux oléfines trans
- Cyclisation oxydante biomimétique de polyisoprènes. Réactions à transfert monoélectronique
- Mono ou polycyclisations radicalaires
- Synthèse de la nétropsine, de la psilocine et de l'acide lysergique
- Utilisation du groupe sulfonyle pour des synthèses stéréosélectives ; synthèse de la vitamine A développée industriellement par la société AEC du groupe Rhône-Poulenc
- Synthèses biomimétiques des terpènes : modèles de la prényltransférase et de la méthyltransférase.

## Prix et distinctions
- 1945 : Membre de la Société chimique de France (SCF)
- 1954 : Prix Parkin de l'Académie des sciences
- 1960 : Prix Louis-Bonneau de l'Académie des Sciences
- 1961 : Avec Raymond Berr, Prix de l'Union des industries chimiques et de la Société chimique de France
- 1966 : Président de la SCF
- 1967 : Prix Albert de Monaco de l'Académie de Médecine
- 1973 : Prix Jecker et Médaille Berthelot de l'Académie des Sciences
- 1977 : élu membre de l'Académie des sciences
- 1989 : Médaille d'or du CNRS[5]
- 1994 : Prix Humboldt
- 1994 : Président de la SCF

Il a également reçu les distinctions suivantes :
- Honorary Fellow de l'Imperial College of Science and Technology
- Membre de l'Académie des sciences de Barcelone
- Officier de la Légion d'honneur
- Commandeur de l’ordre national du Mérite
- Chevalier des Palmes académiques

## Ouvrage
- Les Mécanismes électroniques en chimie organique, éd. Gauthier Villars, 1959.